# Jérôme Lejeune
Profesor Jérôme Jean Louis Marie Lejeune (13. června 1926, Montrouge, Francie – 3. dubna 1994, Paříž) byl francouzský lékař a genetik, špičkový specialista na mentální poruchy u dětí a jeden z nejvýznamnějších vůdců protipotratového hnutí. Je považován za jednoho ze zakladatelů moderní genetiky člověka a lékařské genetiky.
V roce 1958 identifikoval příčinu Downova syndromu jako nadpočet jednoho z chromozómů a jako první lékař tak jasně prokázal souvislost mezi genetickou vadou a mentální retardací. Syndrom je pojmenován podle jiného lékaře John Langdon Haydon Downa, který jej v roce 1858 poprvé popsal. V roce 1963 prof. Lejeune jako první popsal a diagnostikoval syndrom kočičího mňoukání (též Lejeunův syndrom či Cri du chat).
Byl členem Papežské akademie věd (od 1974) a prvním prezidentem Papežské akademie pro život (krátce 1994). V roce 2007 otevřela katolická církev proces jeho svatořečení.

## Život
Jérôme Lejeune se po vystudování medicíny soustředil na specifickou oblast pediatrie, problematiku mentálně postižených dětí. Vynaložil značné úsilí, aby zjistil, odkud se berou, v roce 1958 identifikoval příčinu Downova syndromu jako nadpočet jednoho z chromozómů (později byl identifikován jako chromozóm č. 21) a jako první lékař tak jasně prokázal souvislost mezi genetickou vadou a mentální retardací. Práce o tomto jevu vyšla v roce 1959. Týž rok se oženil s Birthe Brigsted, s níž měl později dva syny a tři dcery.
V roce 1963 jako první popsal a diagnostikoval syndrom kočičího mňoukání (též Lejeunův syndrom či Cri du chat). Vyvinul metody, které umožňují podobné choroby poměrně snadno diagnostikovat už před narozením. Pro své objevy je považován za jednoho ze zakladatelů moderní genetiky člověka a lékařské genetiky.
| „                | Život má velmi dlouhou historii, ale každý z nás má velmi přesný počátek, a to je moment početí. | “ |
| — Jérôme Lejeune |                                                                                                  |   |

Lejeune byl odpůrce interrupcí a byl pobouřen eugenickou praxí, která se ve vztahu ke geneticky podmíněným mentálním retardacím rozšířila, když jiní lékaři použili jeho objevy, aby diagnostikovali postižené plody a doporučovali u nich interrupci. Velice ostře to odsuzoval a brzy se stal vůdčí osobností protipotratového hnutí, formuloval jeho stanoviska a zastupoval ho jako jeho vědecký expert před soudy a parlamentními komisemi. Jeho angažovanost značně narušila jeho vztahy s některými kolegy, zostřily se rozpory se stoupenci práva na interrupci.
V roce 1964 se stal prvním profesorem základů genetiky na lékařské fakultě Sorbony, v roce 1974 jej papež sv. Pavel VI. jmenoval členem Papežské akademie věd. V roce 1981 byl zvolen za člena Akademie etických a politických věd, v roce 1983 do Národní lékařské akademie. Úzce se spřátelil a spolupracoval s papežem sv. Janem Pavlem II., který jej v roce 1994 jmenoval prvním prezidentem Papežské akademie pro život. Krátce poté Lejeune podlehl rakovině.
Katolická církev jej od roku 2007 vede jako kandidáta blahořečení a v roce 2008 obdržel posmrtně Cenu Matky Terezy.